# Comtat de Llovera

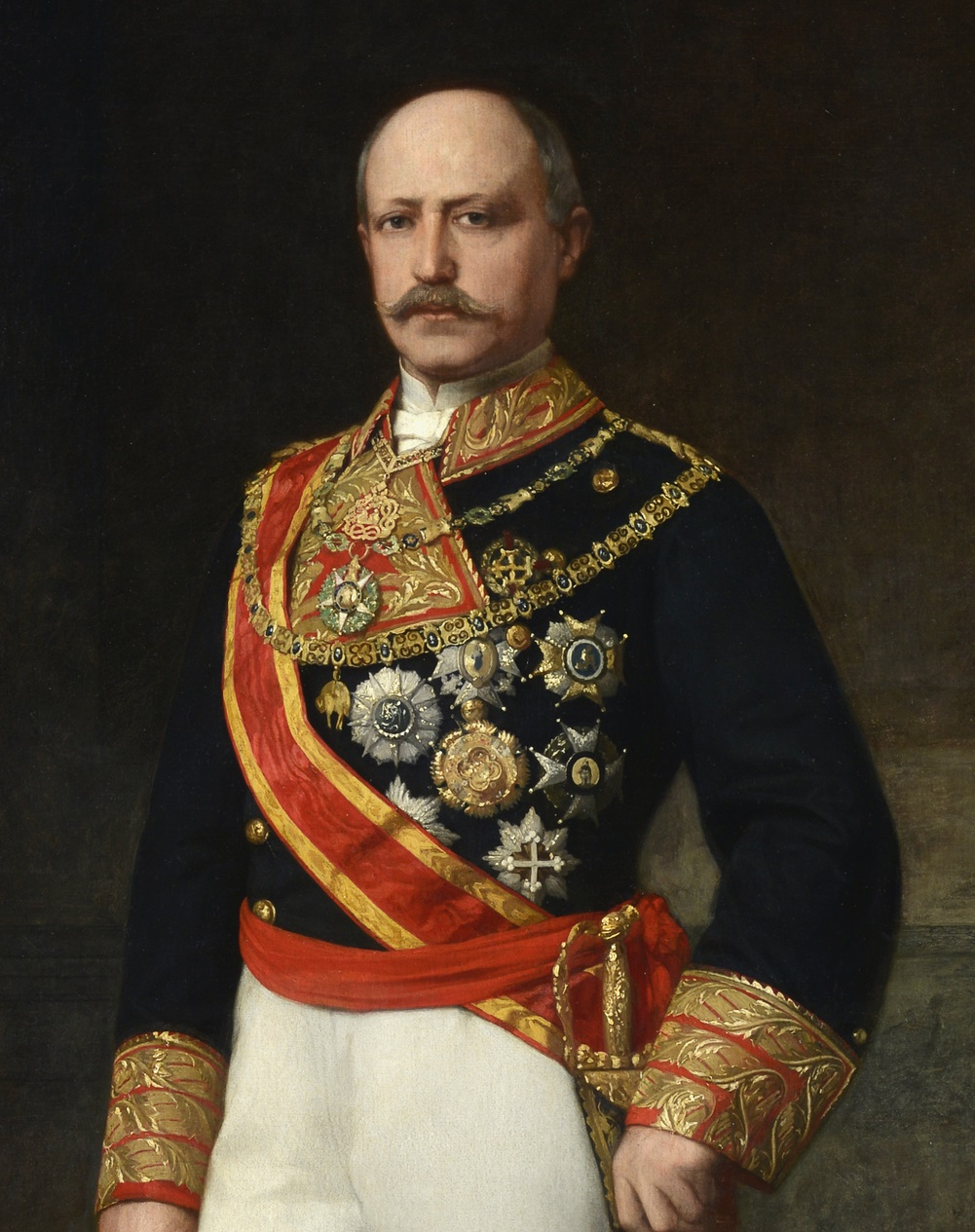
Francisco Serrano y Domínguez. I duc de la Torre, avi de Carlos Martínez de Campos y Serrano, I comte de Llovera.

El Comtat de Llovera és un títol nobiliari espanyol creat el 17 d'octubre de 1910 pel rei Alfons XIII a favor de Carlos Ignacio Martínez de Campos y Serrano, net de Francisco Serrano Domínguez, I duc de la Torre.

## Comtes de Llovera
|                         | Titular                                     | Període                 |
| Creació per Alfons XIII | Creació per Alfons XIII                     | Creació per Alfons XIII |
| ----------------------- | ------------------------------------------- | ----------------------- |
| I                       | Carlos Ignacio Martínez de Campos y Serrano | 1910-1975               |
| II                      | Leopoldo Martínez de Campos y Muñoz         | 1975-1980               |
| III                     | Leopoldo Martínez de Campos y Carulla       | 1980-actual titular     |

## Historia de los condes de Llovera
- Carlos Ignacio Martínez de Campos y Serrano (1887-1975), I comte de Llovera, III duc de la Torre, IV comte de Santovenia, V comte de San Antonio, Gentilhome de cambra amb exercici del rei Alfons XIII.

1. Casat amb María Josefa Muñoz y Rocca Tallada.
2. Casat amb María Mille Campos. El succeí, del seu primer matrimoni, el seu fill:

- Leopoldo Martínez de Campos y Muñoz (1910-2000), II comte de Llovera, IV duc de la Torre.

1. Casat amb Mercedes Carulla Rico. El succeí el seu fill:

- Leopoldo Martínez de Campos y Carulla, III comte de Llovera.